# 22571 Летіанчжан
22571 Летіанчжан (22571 Letianzhang) — астероїд головного поясу, відкритий 20 квітня 1998 року.
Тіссеранів параметр щодо Юпітера — 3,621.